# Agrionoptera bartola
Agrionoptera bartola là loài chuồn chuồn trong họ Libellulidae. Loài này được Needham & Gyger mô tả khoa học đầu tiên năm 1937.